# Paisagem cultural

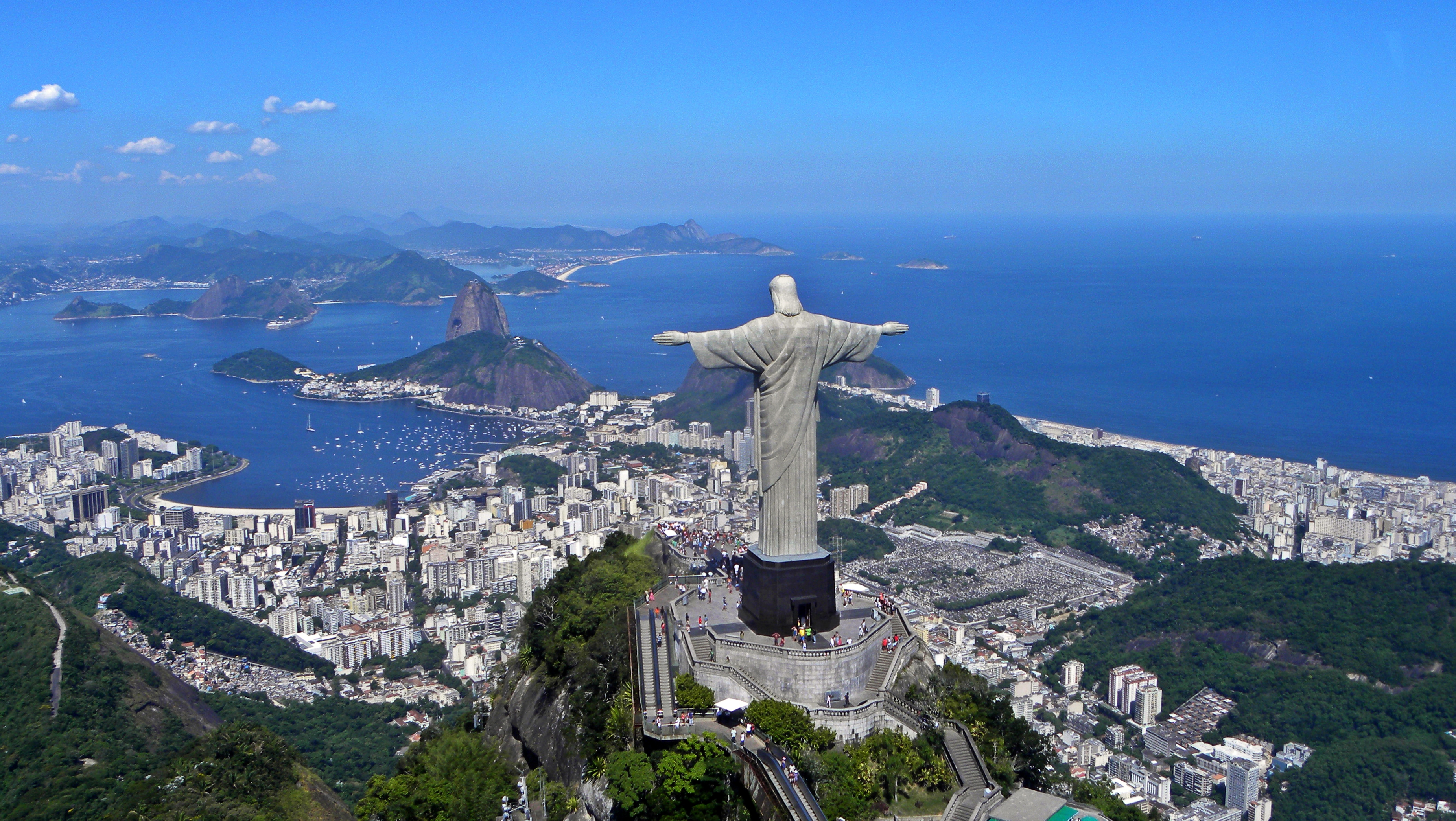
Vista da Paisagem Cultural do Rio.

Paisagem cultural é uma categoria de patrimônio definida pela interação entre o ambiente natural e as atividades humanas, onde se criam tradições, folclore, arte e outras expressões da cultura, resultando em uma paisagem natural modificada. Na descrição da UNESCO, as paisagens culturais são "ilustrativas da evolução da sociedade e dos assentamentos humanos ao longo do tempo, sob a influência de condicionantes e/ou oportunidades físicas apresentadas pelo seu ambiente natural, e de sucessivas forças sociais, econômicas e culturais, tanto externas quanto internas".

## História
O conceito de paisagem cultural foi uma evolução de ideias sobre paisagismo desenvolvidas na Europa e Estados Unidos a partir do século XVIII, na perspectiva de uma "natureza jardim", onde o homem exercia um papel decisivo em sua organização, "uma natureza recriada e moldada com os valores estéticos do homem", como disse Cristiane Magalhães. A partir do fim do século XIX foram incorporadas definições de geógrafos da Escola de Berkeley, que cunharam o termo Kulturlandschaft, cuja tradução é exatamente "paisagem cultural", mas para eles a natureza pouco tinha a ver com essas paisagens.

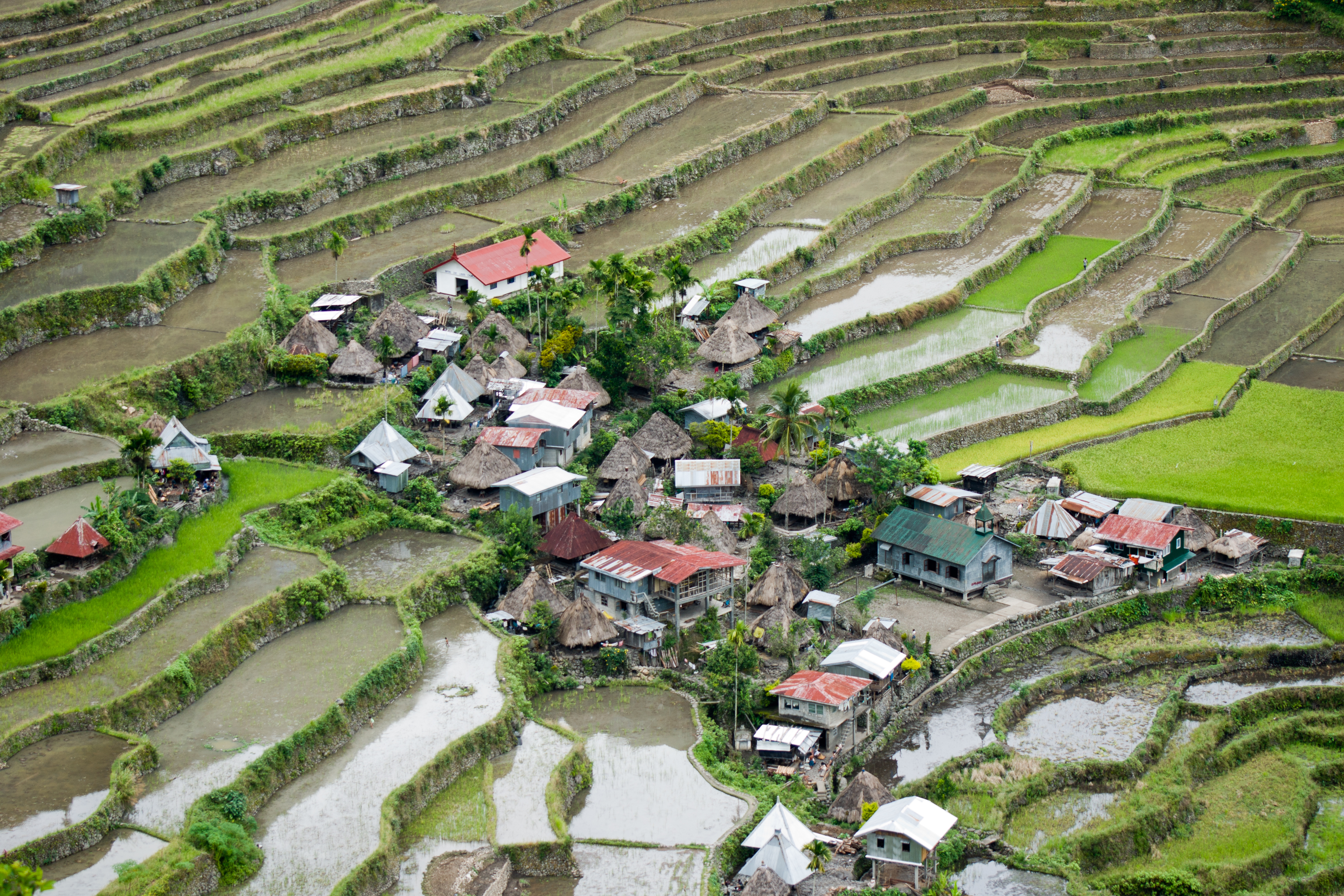
Arrozais em terraços das cordilheiras das Filipinas, inscritos pela UNESCO em 1995

O geógrafo Otto Schlüter é creditado por ter usado formalmente pela primeira vez "paisagem cultural" como um termo acadêmico. Em 1908, Schlüter argumentou que ao definir a geografia como uma Landschaftskunde ("ciência da paisagem"), isso daria à geografia um foco específico, não compartilhado por nenhuma outra disciplina. Ele definiu duas formas de paisagem: a Urlandschaft ("paisagem original"), ou paisagem que existia antes das principais mudanças induzidas pelo homem, e a Kulturlandschaft ("paisagem cultural"), uma paisagem criada pela cultura humana. A principal tarefa da geografia seria traçar as mudanças nessas duas paisagens. Em 1925, no trabalho The morfology of landscape, Carl Sauer propôs a superação da divisão entre paisagens de natureza e paisagens de cultura. Sauer foi provavelmente a mais influente figura na promoção e desenvolvimento da ideia de paisagens culturais. Em sua definição clássica, "a paisagem cultural é moldada a partir de uma paisagem natural por um grupo cultural. A cultura é o agente, a área natural é o meio, a paisagem cultural é o resultado".
Desde então o conceito foi debatido e explorado por muitos pesquisadores, na década de 1960 já havia entrado definitivamente na terminologia das disciplinas ligadas ao manejo ambiental, e na década de 1990 foi adotado formalmente por diversos organismos internacionais de conservação de patrimônio. Em 1992 o Comitê do Patrimônio Mundial da UNESCO convocou uma reunião de especialistas para aconselhar e ajudar a redigir as Diretrizes Operacionais do Comitê em concordância com a Convenção para a Proteção do Patrimônio Mundial, Cultural e Natural de 1972, de modo a incluir as paisagens culturais como uma opção para a lista de bens patrimoniais que não fossem nem puramente naturais nem puramente culturais, ou seja, patrimônios mistos. Em 1995 o Conselho da Europa regulamentou a proteção da categoria em território europeu.

## Patrimônio cultural

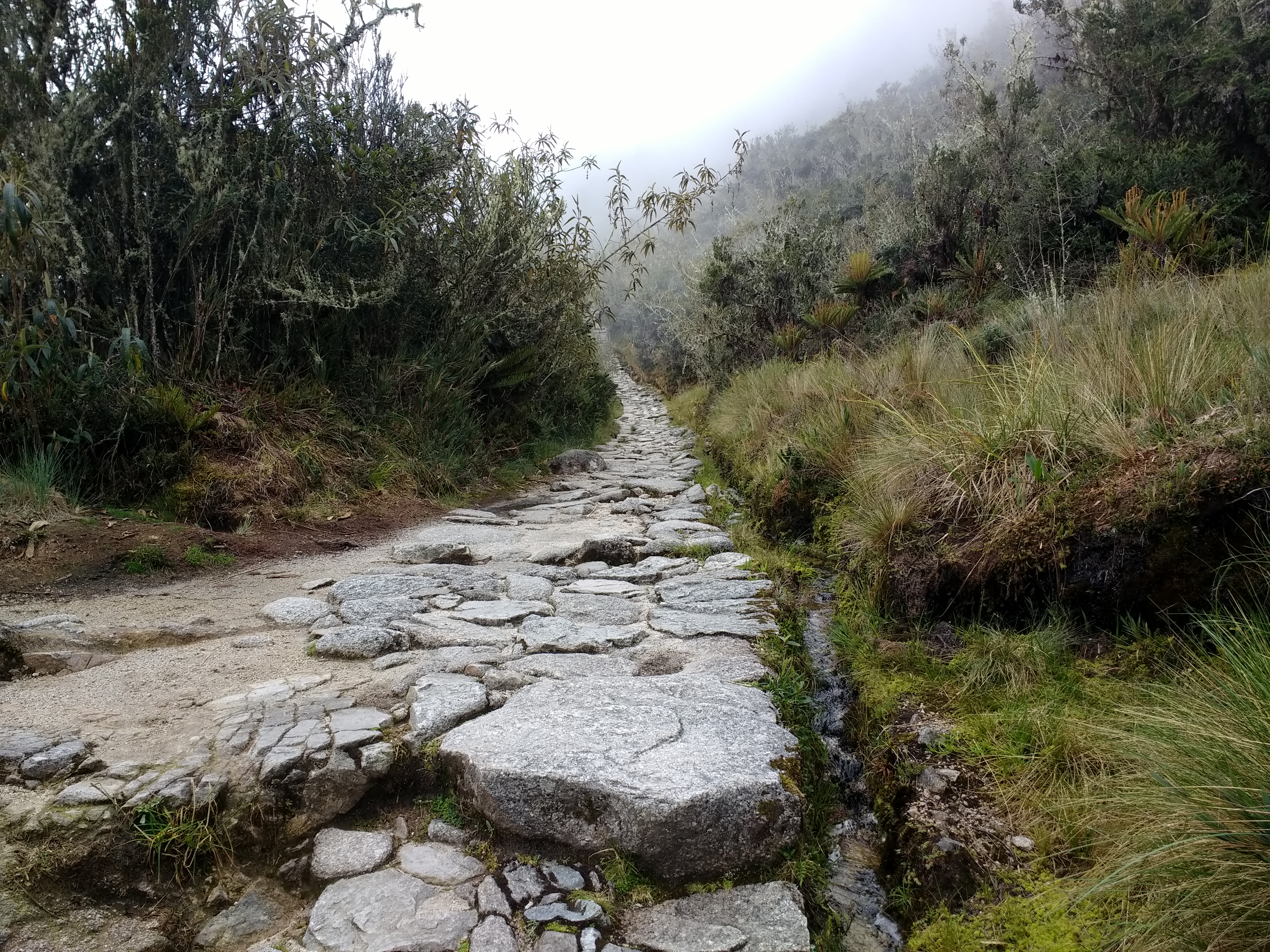
Trecho da rede de estradas incas, inscrita pela UNESCO em 2014

A criação da categoria, enquadrando bens de características específicas, ofereceu novos mecanismos de estudo e conservação dessas paisagens. Segundo Simone Scifoni, "o enfoque da paisagem cultural permite, assim, superar um tratamento compartimentado entre o patrimônio natural e cultural, mas também entre o material e imaterial, entendendo-os como um conjunto único, um todo vivo e dinâmico. Permite compreender as práticas culturais em estreita interdependência com as materialidades produzidas e com as formas e dinâmicas da natureza".
Para que um bem seja inscrito na listagem da UNESCO é necessário que seja reconhecido de valor universal, seja representativo na história da sua região, seja capaz de ilustrar legivelmente os elementos essenciais e distintivos da cultura regional, e seja funcional. São levados em conta também a existência de associações específicas com valores espirituais, com técnicas tradicionais de manejo do ambiente, e os efeitos estéticos das modificações introduzidas pelo homem.
São três os tipos principais:
- As paisagens artificiais, projetadas e criadas intencionalmente pelo homem.
- As paisagens que se modificaram através de uma evolução espontânea. Este tipo é subdividido em paisagens vivas, de uso continuado até o presente, e as paisagens fósseis.
- As paisagens que possuem fortes associações com aspectos particulares da cultura.

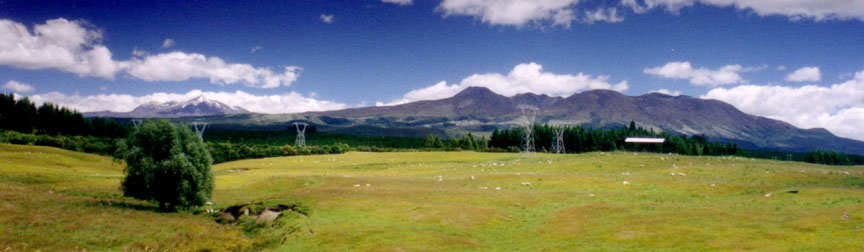
Parque Nacional de Tongariro

A primeira paisagem a ser listada foi o Parque Nacional de Tongariro. Na justificativa, apontou-se a forte ligação espiritual e cultural entre as montanhas do parque e povos maori residentes na área.

### Portugal

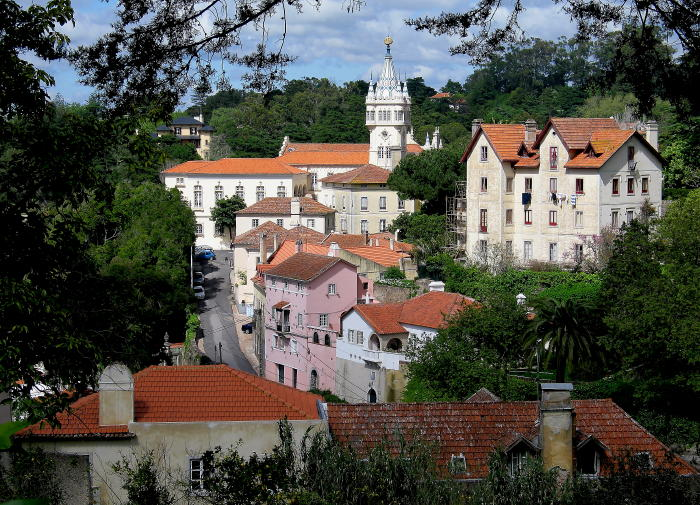
Detalhe da Paisagem Cultural de Sintra.

Portugal é distinguido com a inscrição de três paisagens na lista da UNESCO: a Paisagem Cultural de Sintra, a Região Vinhateira do Alto Douro, e a Paisagem da Cultura da Vinha da Ilha do Pico (Açores).

### Brasil
No Brasil foram listadas duas: Rio de Janeiro: Paisagem Carioca entre a Montanha e o Mar, e o Conjunto Modernista da Pampulha.
O conceito vinha sendo articulado desde a década de 1930, quando Raimundo Lopes enfatizou a relação existente entre natureza e cultura: "protege-se a natureza para bem da cultura; e a recíproca é verdadeira: o amparo aos monumentos da cultura reverte em proteção à natureza". Alguns bens que podem ser identificados como paisagens culturais foram tombados pelo IPHAN em suas primeiras décadas de atividade, como os conjuntos arquitetônicos e paisagísticos da Ilha da Boa Viagem (1938), do Santuário de Nossa Senhora da Piedade (1955), e o Aterro do Flamengo (1964), mas o tema foi pouco debatido até a década de 1980. A Constituição de 1988 previu mecanismos de proteção para paisagens naturais de valor excepcional ou aquelas em que o homem tivesse realizado intervenções significativas, com resultado notável. Em 2009 foi criado o conceito de Paisagem Cultural Brasileira, "uma porção peculiar do território nacional, representativa do processo de interação do homem com o meio natural, à qual a vida e a ciência humana imprimiram marcas ou atribuíram valores", considerando "o caráter dinâmico da cultura e da ação humana sobre as porções do território a que se aplica", convivendo "com as transformações inerentes ao desenvolvimento econômico e social sustentáveis", e valorizando "a motivação responsável pela preservação do patrimônio".